# Trichodezia propriaria
Trichodezia propriaria är en fjärilsart som beskrevs av Walker 1861. Trichodezia propriaria ingår i släktet Trichodezia och familjen mätare. Inga underarter finns listade i Catalogue of Life.